# Franz Ferdinand (musikalbum)
Franz Ferdinand är Franz Ferdinands första album, utgivet den 9 februari 2004. Albumet producerades av den svenske producenten Tore Johansson och spelades in i Gula Studion i Malmö under sommaren 2003. På första upplagan av albumet uppgavs felaktigt att det spelats in i Tambourine Studios. Från albumet släpptes "Darts of Pleasure", "Take Me Out", "The Dark of the Matinée" och "Michael" som singlar. En omgjord version av "This Fire" kallad "This Fffire" släpptes också som singel.

## Låtlista
1. "Jacqueline" - 3:49
2. "Tell Her Tonight" - 2:17
3. "Take Me Out" - 3:57
4. "The Dark of the Matinée" - 4:03
5. "Auf Achse" - 4:19
6. "Cheating on You" - 2:36
7. "This Fire" - 4:14
8. "Darts of Pleasure" - 2:59
9. "Michael" - 3:21
10. "Come on Home" - 3:46
11. "40'" - 3:24